# Karmelici bosi
Zakon Braci Karmelitów Bosych Najświętszej Maryi Panny z Góry Karmel (łac. Ordo Fratrum Carmelitarum Discalceatorum Beatae Mariae Virginis de Monte Carmelo) – katolicki zakon męski, odłam zakonu karmelitów o surowszej regule, powstały wskutek reformy rozpoczętej w 1580 przez św. Teresę z Ávili i św. Jana od Krzyża. Od imienia reformatorki zwani również karmelitami terezjańskimi.
Żeńskim odłamem zakonu są mniszki karmelitanki bose. Istnieje również III Zakon świeckich.

## Historia

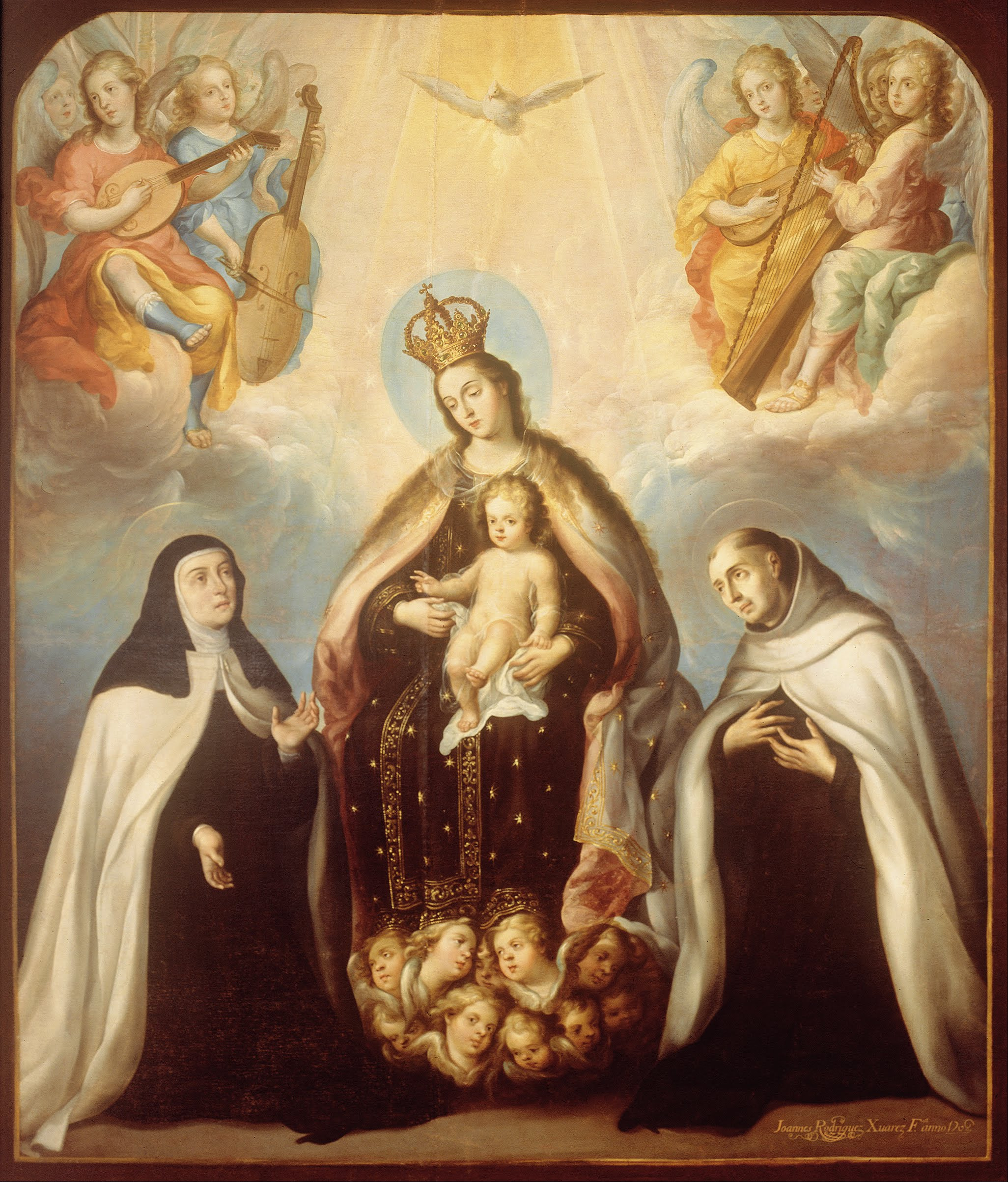
Matka Boża ze św. Teresą Wielką oraz św. Janem od Krzyża

Zakon karmelitów bosych powstał w wyniku dążeń do przywrócenia pierwotnej reguły zakonu oraz odrzucenia nadużyć, które wkradły się przez wieki. 15 lutego 1432 w wyniku wielkiego upadku karności zakonnej karmelitów papież Eugeniusz IV zatwierdził złagodzoną regułę. Nie wszyscy karmelici pogodzili się z tą decyzją. Podejmowano próby odnowy życia zakonnego dążąc do przywrócenia reguły zatwierdzonej w 1247 przez papieża Innocentego IV. Reforma św. Teresy od Jezusa i św. Jana od Krzyża okazała się najtrwalsza. Doprowadziła ona do autonomii jurysdykcyjnej w postaci oddzielnego zakonu karmelitów bosych. 24 sierpnia 1562 w Avili powstał reformowany klasztor dla sióstr pw. św. Józefa, a potem 14 następnych. 3 marca 1581 erygowana została pierwsza prowincja karmelitów reformowanych. W 1593 uzyskali oni pełną autonomię jurysdykcyjną. Odtąd zakon karmelitów dzieli się na trzewiczkowych i bosych.

## Karmelici bosi w Polsce

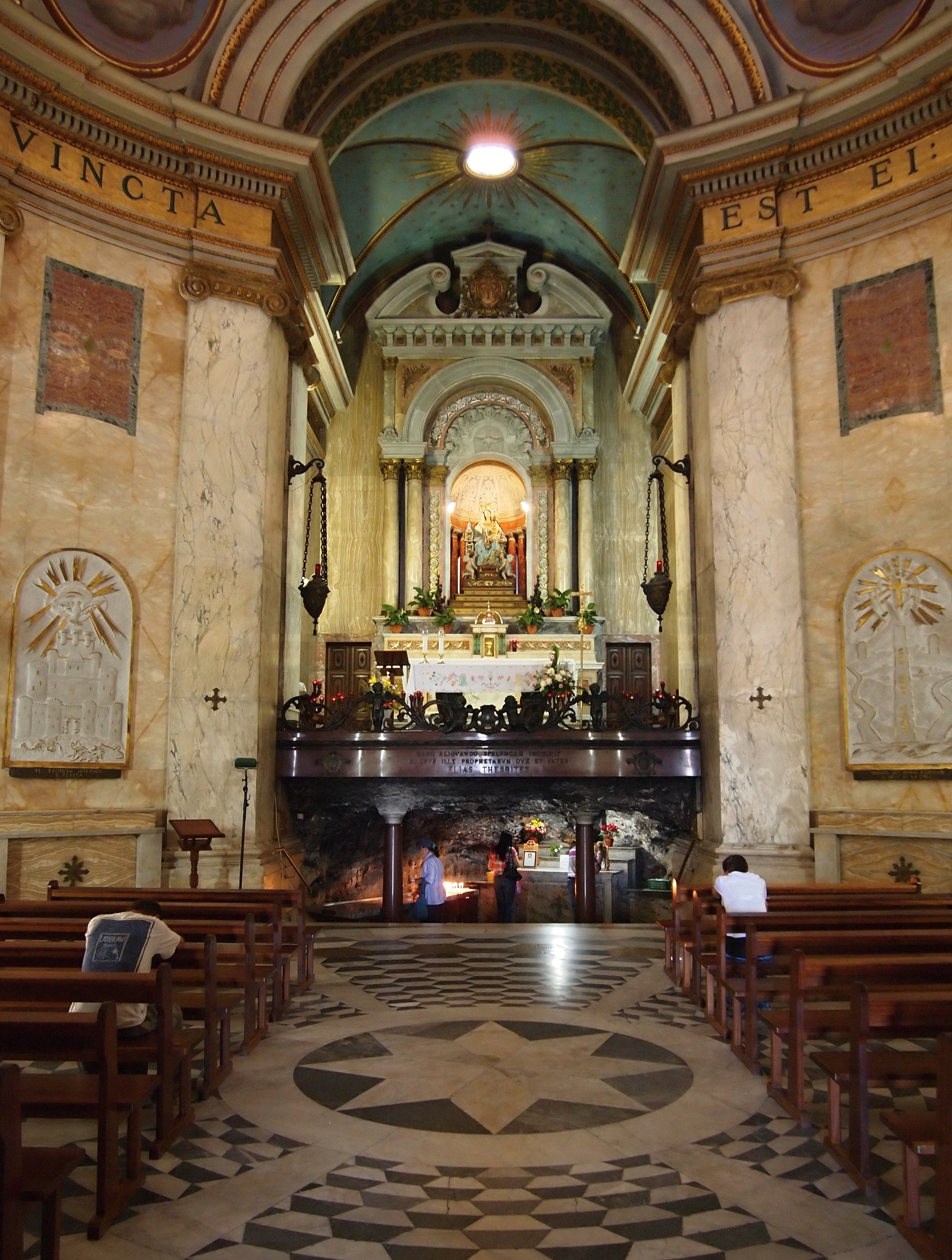
Bazylika Stella Maris na górze Karmel w Izraelu

Do Polski karmelici bosi przybyli w 1605. Wtedy to założyli klasztor w Krakowie pw. Niepokalanego Poczęcia NMP. W 1617 utworzono samodzielną polską prowincję. W następnych latach założyli kilkanaście klasztorów m.in. w Lublinie, Poznaniu, Lwowie, Przemyślu, Wilnie (Ostra Brama), Warszawie, Berdyczowie. W 1731 r. doszło do podziału prowincji polskiej na dwie: polską i litewską.
Rozbiory przyczyniły się do niemal całkowitej likwidacji zakonu w Polsce. Po kasatach rozbiorowych pozostał tylko klasztor w Czernej. Odnowicielem zakonu został św. Rafał Kalinowski. W 1920 r. wskrzeszona została prowincja polska, a w 1993 r. została podzielona na: krakowską pw. Ducha Świętego i warszawską pw. Trójcy Przenajświętszej.
W okresie II Rzeczypospolitej prowincja polska odzyskała swoje klasztory w Miadziole (1927), Wiśniowcu (1931) oraz w Wilnie wraz z sanktuarium Ostrej Bramy (1936). Rozpoczęła też budowę kościoła i klasztoru karmelitów bosych na Persenkówce we Lwowie, gdzie utworzyła Kolegium Teologiczno-Filozoficzne. Niestety klasztory te zostały ponownie utracone w wyniku zmiany granic w 1945 r.
W czasie II wojny światowej śmierć męczeńską ponieśli bł. o. Alfons Mazurek, przeor klasztoru w Czernej, rozstrzelany przez Niemców w Nawojowej Górze, oraz o. Kamil Gleczman i br. Cyprian Lasoń z klasztoru w Wiśniowcu, zamordowani przez nacjonalistów ukraińskich z UPA.
Do prowincji krakowskiej należy 22 konwenty: 10 w Polsce (Kraków-Rakowicka, Kraków-Prądnik Biały, Czerna, Lublin, Zawoja, Przemyśl, Wadowice, Kluszkowce, Piotrkowice, Katowice), 2 na Słowacji (Koszyce, Bańska Bystrzyca) 3 na Ukrainie (Berdyczów, Kijów, Gozdawa) 1 na Łotwie (Ryga) 1 w USA (Munster), 3 w Burundi i 2 w Rwandzie oraz 13 klasztorów sióstr karmelitanek bosych.
Warszawską prowincję tworzy 17 konwentów: 10 w Polsce, 4 na Białorusi, 1 na Litwie (Kowno), 1 w USA (Korona w diecezji ST. Augustine), i 1 w Rosji (Usole Syberyjskie) oraz 20 klasztorów sióstr karmelitanek bosych.

## Strój zakonny
Habit karmelitów bosych jest koloru brązowego. Składa się z tuniki, szkaplerza, kaptura, różańca i krzyżyka profesyjnego. W określonych okolicznościach zakłada się biały płaszcz z kapturem.

W porównaniu z habitem karmelitów trzewiczkowych, bosi mają mniejszy kaptur oraz węższy i krótszy szkaplerz. Tak samo jest z płaszczem chórowym.

## Zarząd Generalny
- Przełożony Generalny – o. Miguel de Maria Márquez Calle[11]
- I definitor – o. Agusti Borrell
- II definitor – o. Pius James D’Souza[12]
- III definitor – o. Philbert Namphande[13]
- IV definitor – o. Roberto Maria Pirastu[14]
- V definitor – o. Christianus Surinono[15]
- VI definitor – o. Martín Martínez Larios[16]
- VII definitor – o. Christophe-Marie Baudouin[17]
- VIII definitor – o. Jean Baptiste Pagabeleguem[18]
- Sekretarz Generalny – o. Angelo Lanfranchi[19]
- Prokurator Generalny – o. Juan David Noguera López[20]
- Kwestor generalny – o. Paolo de Carli[21]
- Postulator Generalny – o. Marco Chiesa[22]
- Archiwista Generalny – o. Angelo Lanfranchi[23]
- Sekretarz Generalny ds. Misji – o. Jerome Paluku[24]

Sekretarze:
- o. Carlo Dalla Valle
- o. David Jiménez Herrero
- o. Johnson Perumittath
- o. Karol Kraj
- o. Aloysius Deeney
- o. Gino Pirolo
- o. Isidore D’Silva
- o. Jean Joseph Bergar

## Święci i błogosławieni
W ciągu swojej historii karmelici bosi dali Kościołowi ponad 45 świętych i błogosławionych, w tym trzech doktorów Kościoła i jedną patronkę Europy.
Najbardziej znani święci i błogosławieni to:
- św. Teresa z Avili (zw. Wielką) – reformatorka zakonu,
- św. Jan od Krzyża – reformator zakonu,
- św. Teresa Benedykta od Krzyża – filozof z Wrocławia, zamordowana w KL Auschwitz-Birkenau,
- św. Rafał Kalinowski – odnowiciel zakonu karmelitańskiego na ziemiach polskich,
- św. Teresa z Lisieux (zw. Małą) – mistyczka,
- bł. Teresa od św. Augustyna – ofiara prześladowań antykatolickich okresu rewolucji francuskiej,
- bł. Eufrazjusz od Dzieciątka Jezus – ofiara prześladowań Kościoła okresu hiszpańskiej wojny domowej[25],
- bł. Maria Pilar od św. Franciszka Borgiasza – ofiara prześladowań Kościoła okresu hiszpańskiej wojny domowej.

## Wybitni polscy karmelici bosi
- o. Rafał Kalinowski (1835–1907) – święty Kościoła katolickiego
- o. Alfons Mazurek (1891-1944) – błogosławiony Kościoła katolickiego, męczennik okresu II wojny światowej
- o. Rudolf Warzecha (1919–1999) – Sługa Boży Kościoła katolickiego
- br. Jerzy Powiertowski (1907-1944) – Sługa Boży Kościoła katolickiego
- o. Erazm Filek (1907-1976) – duszpasterz w Wilnie, więzień sowieckich łagrów w Kazachstanie
- o. Romuald Warakomski (1908-1986) – plastyk, żołnierz Armii Krajowej
- o. Benignus Wanat (1934–2013) – profesor nauk teologicznych, historyk sztuki, archiwista, pisarz[26]
- o. Honorat Gil (1934-2015) – historyk Kościoła, doktor habilitowany nauk humanistycznych
- o. Wiesław Kiwior (ur. 1957) – kanonista, profesor UKSW
- o. Szczepan Praśkiewicz (ur. 1958) – teolog i pisarz

## Galeria

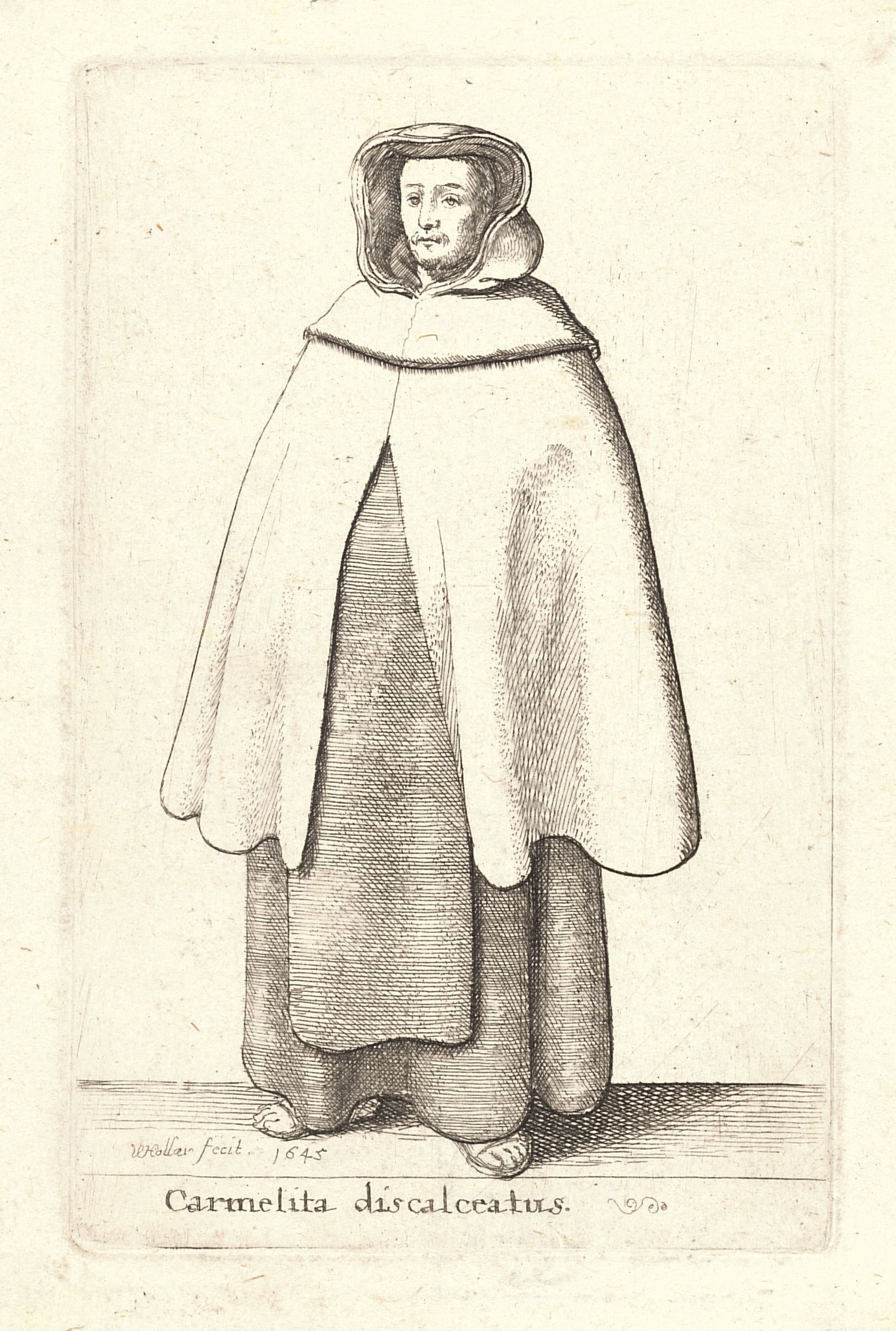
Portret karmelity bosego w wykonaniu Václava Hollara
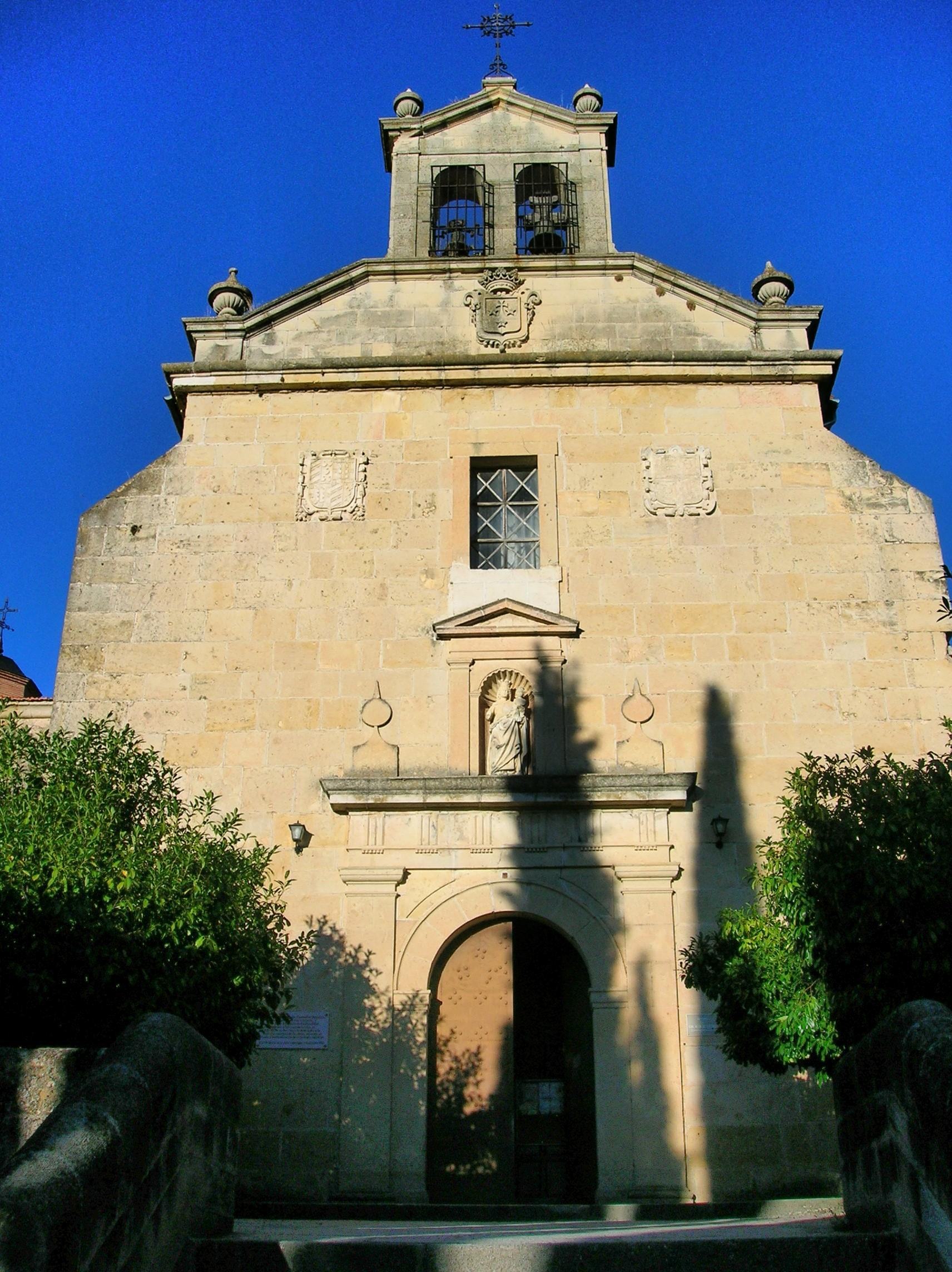
Klasztor karmelitów bosych w Segowii
Szkaplerz karmelitański (brązowy)
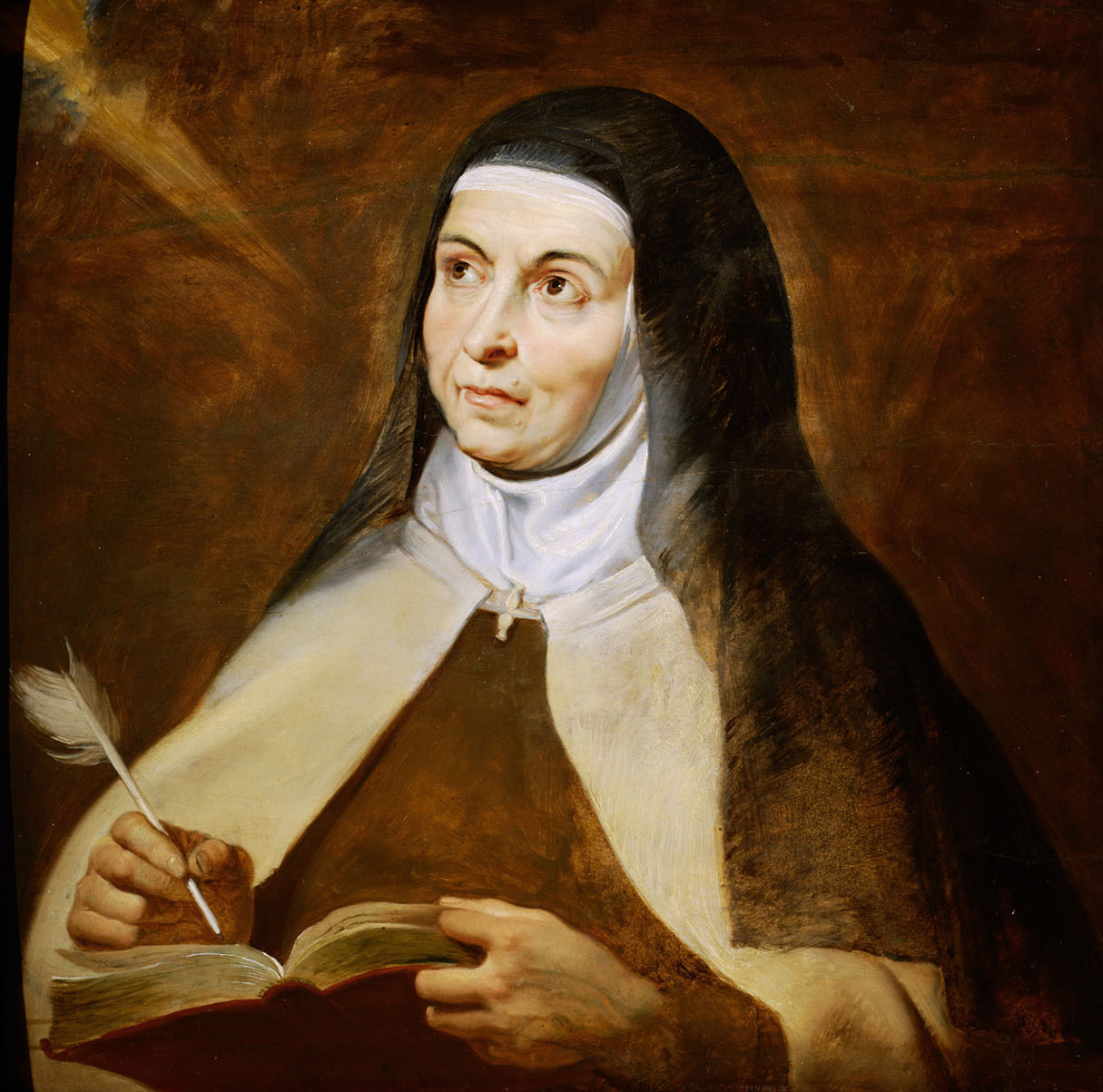
Obraz Petera Paula Rubensa przedstawiający św. Teresę
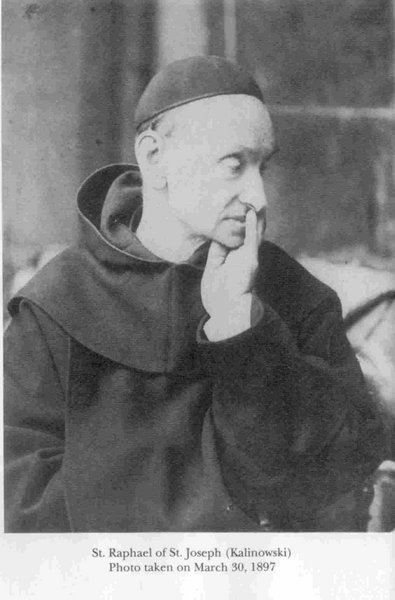
Odnowiciel karmelitów bosych w Polsce – św. Rafał Kalinowski